# Ádám Jenő (zeneszerző)
Ádám Jenő (Szigetszentmiklós, 1896. december 12. – Budapest, 1982. május 15.) Kossuth-díjas zeneszerző, kóruskarnagy, zenepedagógus és népdalgyűjtő.

## Életpályája

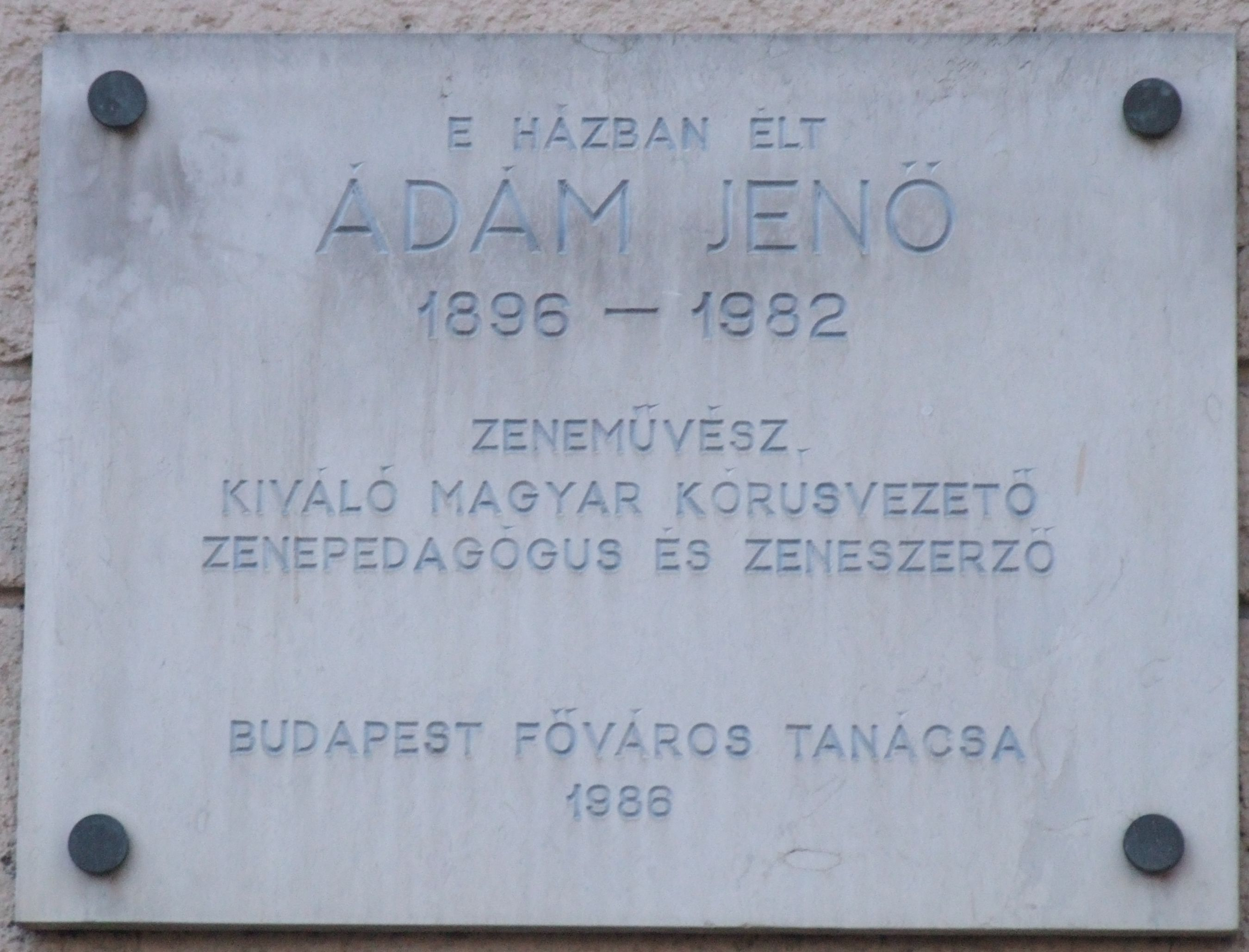
Emléktáblája: Széll Kálmán tér 14.

Ádám István rendőr és Ónodi Aranka gyermekeként született.  Az első világháború során orosz hadifogságban zenekart, kórust szervezett, Tatarszkban zeneiskolát alapított. Hazatérve Kodály Zoltán zeneszerzés növendéke volt a Zeneakadémián, 1933-ban karmesteri-karnagyi diplomát szerzett Berlinben, Felix Weingartner növendékeként. 1929. július 27-én házasságot kötött Rőhmer Olga tanárnővel.
1929-től 1959-ig, nyugdíjazásáig volt a Liszt Ferenc Zeneművészeti Főiskola tanára. Már a kezdetektől kiemelkedően fontosnak tartotta az iskolai ének- és zeneoktatást, 1933-tól 1959-ig a középiskolai ének- és zenetanárképző tanszékvezetője és az operatanszak és az ének főtanszak vezetője is volt, két évtizedig vezette a főiskola énekkarát. Tanított népzenét, szolfézst, zeneelméletet, módszertant, kamaraéneket, dalirodalmat. Kulcsszerepet játszott a „Kodály-módszer” kidolgozásában és gyakorlatba ültetésében. Fő pedagógiai művében, az 1944-ben megjelent Módszeres énektanításban már szerepeltette a később Kodály-módszerként világszerte elterjedt metódust (Ádám Jenő ezt „magyar metódusnak” nevezte). Fontos kiadványként kell szólni a Kodállyal közösen, a teljes általános iskolai képzés (I–VIII. osztály) számára 1947–1948 között írt énektankönyv sorozatot.
Tevékenysége fontos területének számított népművelő, zenenépszerűsítő munkássága is. Már a harmincas évek végétől tartott e témában előadásokat a rádióban, az ország számos településén, majd 1958-tól tévé-előadássorozata révén a zenei műveltség országosan népszerű ismertetőjévé vált. Nyugdíjba vonulása után sem hagyta abba ezt a munkásságát, még az amerikai magyarság körében is emlékezetes előadásai voltak. Maga Kodály is nagyra tartotta ebbéli képességét: „szerencsésen egyesíti magában a legmagasabb zenei képzettséget a népiskolai gyakorlat közvetlen tapasztalataival”.
Zeneszerzői munkássága során főként népzenéből merített ihletet, de életművében fontosak egyházzenei művei is. Komponistai munkássága szerteágazó területet ölelt fel: zenekari és kamaraműveket, dalokat, színpadi és film kísérőzenét, kórusműveket stb. is komponált. 1955-ben Érdemes művész lett, két évvel később pedig megkapta a Kossuth-díjat.

## Emlékezete
- Munkásságának emléket állít a Szigetszentmiklóson található Ádám Jenő Emlékház, a Zeneiskola előtti mellszobra[6] és a Köztemetőben álló síremléke.
- Emléktábla örökíti meg, hogy évtizedekig élt Budapest XII. kerületében, Krisztinavárosban, a Moszkva tér 14-ben.
- Több (zene)iskola is viseli a nevét országszerte, a budapestinél bronz relief is hirdeti emlékét (Mecseki Hargita műve)

## Díjai, elismerései
- Érdemes művész (1955)
- Kossuth-díj (1957)
- Magyar Örökség díj (2002) /posztumusz/

## Főbb művei

### Zeneművek
- Ez a mi földünk (1923)
- Magyar Karácsony (1929) ISWC T-326.953.672-9
- Mária Veronika (1937)
- Panasz és ünnepség (1941)

#### Zenekari művek
- Dominica (szvit, 1925)
- Európa (1939)

#### Kórusművek zenekarral
- Ember az úton
- Szimfonikus freskók (1945)

#### Kamarazene
- 2 vonósnégyes (1924, 1930) ISWC T-007.018.019-6
- Arany János dalai (1951)  T-007.183.199-6

#### Egyéb zeneművek
Számos kórusmű, színpadi kísérőzenék, dalok, népdalfeldolgozások, hat film zenéje.

### Könyvek
- A skálától a szimfóniáig. Turul könyvkiadó, Budapest, 1943
- Módszeres énektanítás a relatív szolmizáció alapján. Turul könyvkiadó, Budapest, 1944
- A muzsikáról. Zeneműkiadó, Budapest, 1954
- Szó–Mi daloskönyv (társszerző: Kodály Zoltán). Budapest, 1943–1946